# Гросул, Юрий Исаакович
Юрий Исаакович Гросул (27 апреля 1947, Молотов, РСФСР, СССР — 19 января 2010, Тирасполь, Приднестровская Молдавская Республика) — государственный деятель, родоначальник внешнеполитических ведомств Приднестровской Молдавской Республики. Первый заместитель министра внутренних дел Молдавской ССР с мая 1990 по февраль 1991. Министр внутренних дел Приднестровской Молдавской Республики с 6 мая 1991 по 1 июля 1992. Начальник Республиканского бюро внешних связей Приднестровской Молдавской Республики (в ранге члена Правительства) с 1 июля 1992 по 31 марта 1993. Генерал-майор милиции.

## Биография
Родился 27 апреля 1947 в городе Молотов (ныне Пермь).

### Образование
Окончил Киевскую высшую школу МВД СССР и Академию МВД СССР.

### Трудовая деятельность
В органах внутренних дел СССР с 1969.
Работал в Рыбнице, затем был начальником Тираспольского ГОВД.
С начала 1980-х переведён в Кишинёв на должность заместителя министра, затем исполняющего обязанности первого заместителя министра внутренних дел Молдавской ССР.
Избирался депутатом Рыбницкого райсовета народных депутатов (в советское время), Тираспольского и Бендерского горсоветов (в приднестровское время).

### Деятельность в 1990—1992 годах
В мае 1990, будучи руководителем правоохранительных сил Молдовы, направленных в город Бендеры для усмирения забастовщиков, не выполнил требование Правительства Молдавии по разгону бастующих в Бендерах, а вместо этого совместно с рабочим комитетом (Объединённый Совет трудовых коллективов, ОСТК) Бендер организовал блокирование подъездных путей в город, не допустив въезда активистов ХДНФМ, за что руководством Молдавии был отстранён от занимаемой должности, но по письменному настоянию руководства МВД СССР оставался в должности до начала 1991.
2 ноября 1990 Гросул предупредил жителей города Дубоссары о планируемом выезде в их сторону колонн волонтёров ХДНФМ в сопровождении молдавской полиции.
В феврале 1991 уволен со службы в МВД Молдавии за дискредитацию без права получения пенсии по выслуге лет.
С марта 1991 становится одним из организаторов правоохранительной системы Приднестровской Молдавской Республики.
В сентябре 1991 подвергся нападению ОПОНа Молдавии с применением нервно-паралитического газа, в попытке вывезти его в парализованном состоянии в Кишинёв. Силы МВД Приднестровской Молдавской Республики смогли предотвратить похищение. В ходе нападения получил ранение (поражение спинного мозга). Став инвалидом, всё же смог приступить к работе.
6 мая 1992 становится начальником Управления внутренних дел Приднестровской Молдавской Республики (впоследствии переименовано в МВД ПМР), однако уже в июле 1992 был заменён на посту министра внутренних дел своим первым заместителем Юрием Овсянниковым, к тому времени неоднократно исполнявшим обязанности министра в период лечения Юрия Гросула.

### Деятельность после 1992 года
С 1 июля 1992 назначен начальником Республиканского бюро внешних связей Приднестровской Молдавской Республики (членом Правительства по должности), однако по состоянию здоровья вынужден уйти досрочно на пенсию 31 марта 1993.
В начале 2000-х годов работал заместителем генерального директора — начальником Управления гражданских сооружений и транспорта ЗАО «Транстелеком» в Тирасполе.
Скончался 19 января 2010 в Тирасполе. Похоронен в селе Терновка Слободзейского района.

## Семья
Был женат. Супруга — Галина Гросул.

## Награды
- Ордена и медали СССР и Приднестровской Молдавской Республики
- Нагрудный знак «Заслуженный работник МВД СССР»[2]
- Орден Республики
- Грамота Президента Приднестровской Молдавской Республики (24 апреля 1997) — за большой личный вклад в развитие нормативно-правовой базы стандартизации, метрологии и сертификации в Приднестровье и в связи с 50-летием со дня рождения[10]
- Медаль «10 лет Приднестровской Молдавской Республике» (30 августа 2000) — за активное участие в становлении, защите и развитии Приднестровской Молдавской Республики и в связи с 10-й годовщиной со дня образования[11]
- Медаль «За безупречную службу» III степени (15 ноября 2001) —за многолетнюю службу в органах внутренних дел Приднестровской Молдавской Республики и в связи с профессиональным праздником — Днём милиции[12]
- Медаль «Защитнику Приднестровья»
- Орден «Трудовая слава» (26 апреля 2007) — за многолетний добросовестный труд, высокие организаторские и профессиональные способности и в связи с 60-летием со дня рождения[9]